# Calificación escolar

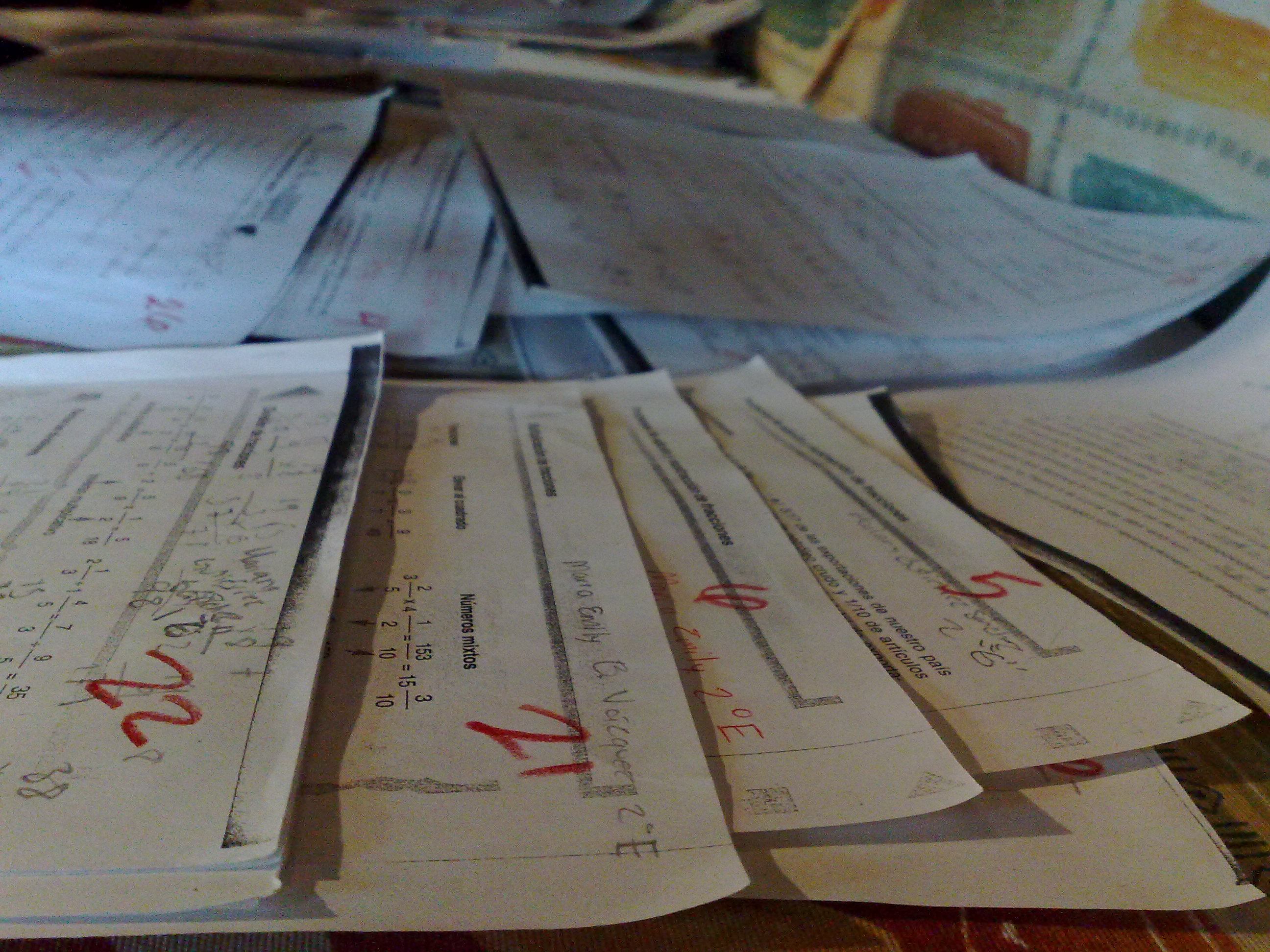
Calificaciones a mano en exámenes de papel

La calificación escolar o nota es un método para evaluar y categorizar el rendimiento escolar del alumnado. La lista de las calificaciones escolares se presenta en un documento que, según el país y la institución, recibe —entre otros muchos— los siguientes nombres: «historia académica», «historial académico», «expediente académico», «expediente escolar», «boleta o boletín de calificaciones», «certificado de notas», «certificado de registro de calificaciones», «acta de calificaciones» o «certificación académica». En muchas instituciones académicas hispanohablantes se utiliza incluso el anglicismo transcript. 
La calificación puede expresarse con valores numéricos o letras del alfabeto (generalmente de la F a la A, generalmente obviando la E), según los parámetros establecidos por la legislación de cada país. El valor numérico mínimo aprobatorio suele ser el 60 % de la calificación máxima; no obstante, en España y Venezuela, el mínimo es el 50 % de la materia.
En América Latina, los niveles de rendimiento se clasifican como «excelente», «sobresaliente», «distinguido», «bueno», «suficiente», «deficiente» y «muy deficiente»; en España, la clasificación es «matrícula de honor» (es un reconocimiento al mejor alumno con una nota media igual o superior a 8,5), «sobresaliente», «notable», «bien», «suficiente» e «insuficiente». En América Latina, «deficiente» y «muy d«eficiente» implican que el alumno no alcanzó el mínimo aprobatorio y, por lo tanto, se considera al alumno «reprobado». En España, el término equivalente es «suspender». En el caso venezolano, se usa el término «aplazar». 

## América del Norte

### Canadá
El sistema de calificaciones en Canadá varía según la provincia, el nivel educativo (primaria, secundaria o terciario), la institución y la facultad, por lo que no existe un estándar nacional uniforme, pero comúnmente se utilizan conversiones de porcentajes a letras. El sistema de educación secundaria en la provincia de Quebec se evalúa de 0 a 100, con un mínimo de aprobatorio de 60. En algunas provincias se evalúa con letras de la D a la A, donde el mínimo aprobatorio es C; o de la F a la A, donde D suele ser el mínimo aprobatorio; en términos porcentuales, generalmente el rango es de 0 a 100, y el mínimo aprobatorio es de 50. En la mayoría de los casos, las universidades canadienses utilizan un sistema de promedio de calificaciones (GPA) de 0.0 a 4.0, donde 4.0 equivale a una A (excelente) y 0.0 a una F (insuficiente).

### Estados Unidos de América
En Estados Unidos no existe un sistema de calificaciones uniforme; varía según el nivel educativo, la institución y el estado. Predomina la escala de letras (A–F) con equivalentes porcentuales y el GPA (Grade Point Average) en una escala de 0 a 4.0. Generalmente D es aprobatoria, aunque algunos distritos exigen al menos C. En primaria a veces se usan valoraciones descriptivas como "S" (Satisfactory/Satisfactorio) o "N" (Needs Improvement/Requiere Apoyo). El GPA resulta del promedio de calificaciones, se utiliza para admisiones y becas: frecuentemente, 4.0 es el máximo y menos de 2.0 puede implicar probatoria académica.
La mayoría de las escuelas K-12 (desde kindergarten hasta el grado 12) utilizan esta escala, donde A es la más alta y F indica fracaso. Las variaciones incluyen plus (+) y minus (−) para mayor precisión.
| Letra | Porcentaje Aproximado | Descripción | GPA Equivalente |
| ----- | --------------------- | ----------- | --------------- |
| A+    | 97–100%               | Excelente   | 4               |
| A     | 93–96%                | Excelente   | 4               |
| A-    | 90–92%                | Excelente   | 3.7             |
| B+    | 87–89%                | Bueno       | 3.3             |
| B     | 83–86%                | Bueno       | 3               |
| B-    | 80–82%                | Bueno       | 2.7             |
| C+    | 77–79%                | Aceptable   | 2.3             |
| C     | 73–76%                | Aceptable   | 2               |
| C-    | 70–72%                | Aceptable   | 1.7             |
| D+    | 67–69%                | Bajo        | 1.3             |
| D     | 63–66%                | Bajo        | 1               |
| D-    | 60–62%                | Bajo        | 0.7             |
| F     | 0–59%                 | Fracaso     | 0               |

En Universidades y Colegios
Las instituciones de educación terciaria utilizan un sistema similar al de secundaria, pero con mayor énfasis en el GPA sobre una escala de 0 a 4.0. Algunas universidades que aplican curvas de calificación, emplean escalas de 5.0 para cursos de honores o permiten que la nota A+ equivalga a 4.3. También es común el uso de escalas numéricas de 0 a 100. En asignaturas avanzadas, como cursos AP u Honors, el GPA puede ponderarse: por ejemplo, una A en un curso AP puede valer 5.0 en lugar de 4.0, lo que permite a los estudiantes alcanzar promedios superiores a la escala estándar. El GPA acumulativo tiene un peso decisivo en la vida académica y profesional, ya que determina la elegibilidad para graduación con honores (como cum laude a partir de 3.5), becas, programas de intercambio y oportunidades laborales. Asimismo, es un criterio clave en las admisiones de universidades altamente selectivas, como Harvard o Yale, donde se espera un GPA cercano al máximo posible. 

### México
El sistema de calificaciones de la Educación Básica en México se rige por el Acuerdo número 10/09/23 de la Secretaría de Educación Pública, publicado el 27 de septiembre de 2023 en el Diario Oficial de la Federación, que, establece las normas generales para la evaluación del aprendizaje, acreditación, promoción, regularización y certificación de alumnos de educación preescolar, primaria y secundaria dentro del Sistema Educativo Nacional.
En la educación preescolar, la evaluación se realiza sin la asignación de valores numéricos; en su lugar, se utilizan descripciones cualitativas que consisten en observaciones y sugerencias relativas a los campos formativos que orientan el aprendizaje infantil y, la acreditación en este nivel se concede exclusivamente por haber cursado el grado correspondiente.
En la educación primaria, se introduce el uso de calificaciones numéricas, ajustadas gradualmente según las fases formativas. En primer grado, el avance se acredita al haber cursado el grado correspondiente con calificaciones de 6 a 10, y con observaciones y sugerencias en cada campo formativo durante las tres evaluaciones trimestrales. A partir del segundo grado, se utiliza una escala numérica con números enteros del 5 al 10 durante las tres evaluaciones trimestrales, así como observaciones y sugerencias en cada campo formativo. Los promedios finales de cada campo formativo y del grado se expresan con un número entero y un decimal. La calificación de 5 es reprobatoria, mientras que las calificaciones de 6 a 10 son aprobatorias. Por lo tanto, la acreditación de cada campo formativo y del grado escolar exige un promedio mínimo de 6.
En educación secundaria, las calificaciones de cada disciplina que conforma los Campos Formativos se expresarán en números enteros en una escala del 5 al 10, y los promedios, con un número entero y un decimal; la calificación de 5 es reprobatoria y, las calificaciones de 6 a 10 son aprobatorias. El estudiante será acreditado cuando obtenga un promedio final mínimo de 6 en cada disciplina que conforma los campos formativos. La promoción al grado siguiente está condicionada a un máximo de cuatro asignaturas no acreditadas, con la posibilidad de procesos de regularización para la recuperación de materias no acreditadas. Si al concluir tiene 5 o más asignaturas no acreditadas, deberá repetir el grado.
| Calificación (Vigentes) | Descripción (En desuso) |
| ----------------------- | ----------------------- |
| 10                      | E: Excelente            |
| 9                       | MB: Muy Bien            |
| 8                       | B: Bien                 |
| 7                       | R: Regular              |
| 6                       | S: Suficiente           |
| 5                       | D: Deficiente/Reprobado |

Niveles de Desempeño de la Educación Básica
La introducción de niveles de desempeño cualitativos junto a calificaciones numéricas en México ocurrió mediante los Acuerdos 648 (2012, niveles A, B, C y D) y 12/05/18 (2018, niveles I, II, III y IV) de la Secretaría de Educación Pública. Estos buscaron enriquecer la evaluación básica con un enfoque formativo, con la intención de describir el dominio de competencias y aprendizajes esperados, para dar retroalimentación continua e implementar acciones que mejoren el proceso educativo. En el Acuerdo 648, A, B, C y D vinculaban sus descripciones a las calificaciones numéricas (10, 9 y 8, 7 y 6, y 5 respectivamente), priorizando intervenciones familiares y docentes para los alumnos con mayor rezago. De manera similar, I, II, III y IV en 2018 describían dominios con numerales solo en áreas académicas. Sin embargo, ambos fueron efímeros, durando un ciclo escolar cada uno (2012-2013 y 2018-2019). El Acuerdo 696 (2013) abrogó el 648, eliminando A, B, C y D por un modelo mixto sin categorías, para simplificar y reducir cargas administrativas y, el Acuerdo 11/03/2019 (2019) abrogó el 12/05/2018, suprimiendo los niveles I, II, III y IV, favoreciendo las descripciones cualitativas.
Niveles de desempeño en el ciclo escolar 2012-2013.
| Nivel de desempeño | Valor | Notas         |
| ------------------ | ----- | ------------- |
| A                  | 10    | Destacado     |
| B                  | 9 - 8 | Satisfactorio |
| C                  | 7 - 6 | Suficiente    |
| D                  | 5     | Insuficiente  |

Niveles de desempeño en el ciclo escolar 2018-2019.
| Nivel de desempeño | Equivalencia | Notas         |
| ------------------ | ------------ | ------------- |
| IV                 | 10           | Sobresaliente |
| III                | 9-8          | Satisfactorio |
| II                 | 7-6          | Básico        |
| I                  | 5            | Insuficiente  |

## América Central

### Costa Rica
El sistema empleado en Costa Rica corresponde a la escala de 1 a 100. En primaria y educación secundaria básica (1.º a 9.º) de 0-64 se reprueba, y de 65-100 se aprueba. Para la educación diversificada (10.º-11.º(COLEGIOS TECNOLÓGICOS 12.º), de 0 a 69 se reprueba y de 70 a 100 se aprueba.
*Calificación mínima para aprobar.

### Nicaragua
El sistema educativo de Nicaragua es principalmente de 0 a 100, exceptuando en algunos colegios bilingües en donde se utiliza el método de Estados Unidos. 
En el sistema en general es sin ningún decimal, excepto cuando se da el promedio final de cada evaluación, en donde se ocupan 2 decimales; la nota mínima para aprobar es 60, aunque puede variar en algunas instituciones privadas.
| Calificaciones    | Observaciones             |
| ----------------- | ------------------------- |
| 90-100 (Aprobado) | Muy bueno - Excelente     |
| 80-89 (Aprobado)  | Bueno - Satisfactorio     |
| 70-79 (Aprobado)  | Regular - Aceptable       |
| 60-69 (Aprobado)  | Malo - Poco Satisfactorio |
| 0-59 (Reprobado)  | Muy Malo - Reprobado      |

## América del Sur

### Argentina
En primaria generalmente se utiliza una escala de letras: Excelente (E) que es la máxima calificación 10, Muy Bueno (MB) que incluye una calificación desde el 9 hacia el 8, Bueno (B) que se corresponde con un 7 o 6  (mínimo para aprobar) e Insuficiente (I) que va del 5 al 1
| Calificación | Notas       |
| ------------ | ----------- |
| 10           | Excelente   |
| 9 - 8        | Muy Bien    |
| 7 - 6        | Bien        |
| 5 - 4        | Desaprobado |
| 3 - 1        | Aplazo      |

En las universidades se utiliza el mismo método que para la secundaria, pero en algunas se aprueba con 4 como nota mínima y como nota máxima 10, y en otras, se requiere 6 o 7. Teniendo en cuenta que el sistema es logarítmico donde 4 es un 60 % y 10 es el 100 %. En algunas universidades, teniendo un 7 como nota de promedio, o más, promocionan la materia y no hace falta que hagan el examen final de la materia.
| Calificación | Notas         |
| ------------ | ------------- |
| 10 - 9       | Avanzado      |
| 8 - 7        | Satisfactorio |
| 6 - 5        | En progreso   |
| 4 - 1        | Inicial       |

### Chile
En todo el país de Chile rige una escala única numérica, del 1,0 al 7,0 con máximo un decimal, siendo 7,0 la mejor nota y 4,0 la mínima de aprobación (equivalente al 55% en la enseñanza básica y 60% en la enseñanza media; punto de inflexión entre las calificaciones superiores y las inferiores. Existen dos puntos enteros bajo cuatro: 2,0 y 3,0 (conocidas coloquialmente como notas «rojas»), y tres puntos enteros sobre cuatro: 5,0, 6,0 y 7,0 (conocidas coloquialmente como notas «azules»). Estos puntos enteros, a su vez, se dividen en puntos decimales.
Los rangos de calificación son los siguientes:
| Calificación | Notas                                     |
| ------------ | ----------------------------------------- |
| 7.0          | Excelente                                 |
| 6.9 - 6.0    | Satisfactorio                             |
| 5.9 - 5.0    | Bueno                                     |
| 4.9 - 4.0    | Suficiente (nota mínima para aprobar 4.0) |
| 3.9 - 3.0    | Insuficiente                              |
| 2.9 - 2.0    | Malo                                      |

### Venezuela
En Venezuela, en primaria, por lo general se usa la escala alfabética acompañada del "+" o "-", que va desde "A" (Excelente) hasta "E" (Aplazado o reprobado, coloquialmente «raspado»)
| Calificación | Notas     |
| ------------ | --------- |
| A            | Excelente |
| B            | Muy Bien  |
| C            | Bien      |
| D            | Regular   |
| E            | Aplazado  |

En bachillerato o liceo (secundaria) se usa la escala numérica: la más alta, 20; y la más baja, 1 o 0; dónde la nota mínima para aprobar es 10 o en algunos casos, 9.50, donde se incluyen los decimales de hasta dos dígitos. En algunas materias (por lo general complementarias) se usa la escala alfabética, pero sin el "+" o "–".
Las notas o calificaciones académicas, se expresa de la siguiente forma:
| Calificación | Notas                              | Observación |
| ------------ | ---------------------------------- | --- |
| 20 - 18      | A (Excelente / Perfecto )          | Algunas instituciones en este caso exoneran a alumno de presentar examen final, lo que conocen como "salir eximido" |
| 17 - 16      | B (Muy Bueno / Sobresaliente)      | |
| 15 - 13      | C (Bueno / En proceso)             | |
| 12 - 10      | D (Aprobado / Aceptable / Regular) | |
| 09 - 01      | E (Deficiente / Aplazado)          | En algunos casos el umbral va del 09 al 05 mientras que de 04 a 01 se cataloga como muy deficiente o pésimo         |

### Ecuador
En Ecuador, el sistema de calificación es de 10 sobre 10, incluidos dos decimales, tanto en primaria, secundaria y universidad, la nota más alta es 10 y la menor es 0, la nota mínima a reunir para pasar de año es de 7, según cómo se organizan los centros educativos que desde 2012 gozan de total autonomía en Ecuador, es así que algunos establecimientos mantienen el examen supletorio para los que tuvieron menos de 7, y otros aprueban cursos intensivos de recuperación, pero si la nota obtenida es por bajo de 5, son suspendidos automáticamente, así mismo la conducta disciplinaria es calificada así: A (excelente), B (sobresaliente), C (muy Bien), D (Bien), E (Regular) y F (insuficiente), así los alumnos que obtuvieron 10 sobre 10 en el 100% de las materias en el primer quinquemestre o quimestre del año lectivo es promovido a un año superior, pero haciendo un examen de conocimientos. Las notas y calificaciones académicas y de razonamiento se las agrupa así:
| Calificación | Notas                                                               |
| ------------ | ------------------------------------------------------------------- |
| 10.00 - 9.00 | Domina los aprendizajes requeridos                                  |
| 8.99 - 7.00  | Alcanza los aprendizajes requeridos (lo mínimo para aprobar es 7)   |
| 6.99 - 5.00  | Esta próximo a alcanzar los aprendizajes requeridos                 |
| 4.99 - 0.00  | No alcanza los aprendizajes requeridos (suspendido Automáticamente) |

### Paraguay
En Paraguay el sistema de calificaciones es principalmente de 1 a 5, sin ningún decimal, excepto cuando se da el promedio final de cada evaluación, en donde se ocupan 2 decimales; la nota mínima para aprobar es 2, aunque puede variar en algunas instituciones privadas.
| Calificaciones | Observaciones             |
| -------------- | ------------------------- |
| 5 (Aprobado)   | Muy bueno - Excelente     |
| 4 (Aprobado)   | Bueno - Satisfactorio     |
| 3 (Aprobado)   | Regular - Aceptable       |
| 2 (Aprobado)   | Malo - Poco Satisfactorio |
| 1 (Reprobado)  | Muy Malo - Reprobado      |

### Perú
En el Perú se emplea una escala del 0 al 20 en la mayoría de colegios. La nota mínima para aprobar era 11 o en su defecto, 10.5, ya que se promediaba como tal.
En determinados colegios y centros de educación superior, la nota mínima recibida era 05, reservándose la nota 00 para indicar que el alumno no rindió el examen o que cometió alguna falta grave, como plagio, exceptuando algunas escuelas las cuales 00 no era considerado una calificación. 
Se solía acompañar la nota, con una letra, según la siguiente escala que fue modificada para entrar en vigencia en el año 2022.
La escala se volvió a modificar en el año 2024, tras la creación de la RVM 048-2024 Minedu:
| Calificación vigesimal | Nota literal                                 |
| ---------------------- | -------------------------------------------- |
| 18 - 20                | AD (Muy bueno / Excelente / Logro Destacado) |
| 14 - 17                | A (Bueno / Satisfactorio / Logro Esperado)   |
| 11 - 13                | B (En proceso / Regular)                     |
| 00 - 10                | C (Deficiente / En inicio / Reprobado)       |

### Uruguay
El sistema de calificaciones de primaria en Uruguay o se basa en letras, a excepción de algunos colegios privados, mientras que el secundario utiliza números del 1 al 12 siendo éstos resultantes de promedios de trabajos, tareas domiciliarias, escritos y los dos parciales del año, de 1.º a 4.º teniendo 6 ya se aprueba, en 5.º se debe tener en las de núcleo común 6 o más para aprobar, y en las diversificaciones 7 o más, por ej: Sociología; en 6.º se aprueba las de núcleo común con 6 y en las diversificaciones con 8 o más, por ej: Derecho. En la escala adoptada por la Universidad de la República, se utiliza una mezcla entre números (del 1 al 16, donde el mínimo aceptable para aprobar exámenes es 3, equivalente al 50 o 60%) y letras (DDD a SSS, correspondiendo las mismas a cada número). El sistema de la universidad privada por la Universidad Católica del Uruguay adopta un sistema de calificaciones del 1 al 6 sin decimales, donde 5 es el mínimo para pasar sin ir a la ronda de recuperación, 3 es el mínimo para pasar a la ronda de recuperación y las notas 1 y 2 son reprobatorias. Cabe destacar que este sistema era utilizado también en el secundario.

## Europa

### Eslovaquia
En Eslovaquia el sistema de calificación depende de la etapa en el sistema educativo.
Calificaciones en Primaria
En las escuelas primarias las calificaciones van desde el 1 hasta el 5, siendo el 1 la peor calificación y el 5 la mejor.
- VY- sobresaliente (výborný)
- CHV - notable (chválitebný)
- DO - bien (dobrý)
- DOST - suficiente (dostatočný)
- NE - insuficiente (nedostatočný)

Para aprobar el curso y el grado es necesario obtener la calificación desde el 1 hasta el 4. En el caso de obtener el 5 en una calificación final, el alumno tiene que volver a cursar el grado.
Calificaciones en Secundaria
El sistema de calificaciones en la secundaria es el mismo que en la primaria.
Calificaciones en la universidad
El sistema calificativo en la enseñanza superior va desde el A hasta el FX, siendo el A la mejor calificación y el FX la peor calificación. Para aprobar se tiene que obtener la calificación desde el A hasta el E.
- A - sobresaliente (výborne) 1 | 100% - 90%
- B - muy bien (veľmi dobre) 1,5 | 89% - 80%
- C - bien (dobre) 2 | 79% - 73%
- D - aceptable (uspokojivo) 2,5 | 72% - 66%
- E - suficiente (dostatočne) 3 | 65% - 60%
- FX - insuficiente (nedostatočne) 4 | menos de 60%

### España
En España se diferencian varios sistemas de calificación dependiendo de la etapa en la que se encuentre el estudiante.
Calificaciones en Primaria
- Sobresaliente (SB) 10 - 9
- Notable (NT) 7 - 8
- Bien (BI) 6
- Suficiente (SU) 4'5 - 5
- Insuficiente (IN) 1-2-3-4

Se considera una calificación aprobada desde el Suficiente hacia arriba.
Calificaciones en secundaria
 Aprobado 
- Sobresaliente (SB) = 9 o 10
- Notable (NT) = 7 o 8
- Bien (BI) = 6
- Suficiente (SU) = 5

 Suspenso 
- Insuficiente (IN) = 1, 2, 3 o 4

En la convocatoria de la prueba extraordinaria, cuando el alumnado no se presente a dicha prueba, se reflejará como No Presentado (NP).
Calificaciones en bachillerato
Los resultados de la evaluación se expresan mediante calificaciones numéricas de cero a diez sin decimales, considerándose negativas las calificaciones inferiores a 5.
Calificaciones en la universidad
Los resultados obtenidos en cada una de las materias del plan de estudios se califican de cero a diez, con un decimal, a la que se le puede añadir la siguiente calificación cualitativa:
- Matrícula de HONOR (MDH)
- 9,0 - 10 = Sobresaliente (SB) - Equivalencia Europea: A
- 7,0 - 8,9 = Notable (NT) - Equivalencia Europea: B
- 5,0 - 6,9 = Aprobado (AP) - Equivalencia Europea: C
- 0 - 4,9 = Insuficiente (IN) - Equivalencia Europea: F

Existe una nota llamada matrícula de honor que, como su nombre indica, es más un honor que una nota al uso. Suelen concederse en bachillerato (en especial en el último curso) y en la universidad. Existen diferentes maneras de concederla según la comunidad autónoma, aunque lo habitual es que se le conceda al que mejores resultados académicos haya tenido siempre y cuando su nota sea igual o superior al 9,0; no es obligatorio que el profesor conceda matrículas de honor.

## Tabla comparativa de los diferentes países
| Sobre 100 | Sobre 20 | Sobre 10 | Sobre 7 | Sobre 6 | Sobre 5 | Letras | Notas |
| --------- | -------- | -------- | ------- | ------- | ------- | ------ | --- |
| 100       | 20       | 10       | 7       | 6       | 5       | S(A++) | Corresponde a un trabajo o examen perfecto. Trabajo muy bueno y sin errores.[cita requerida] |
| 95        | 19       | 9.5      | 6.7     | 5.75    | 4.8     | A+     | Corresponde a un trabajo o examen bueno con pocas faltas. |
| 90        | 18       | 9        | 6.5     | 5.5     | 4.6     | A      | Es bastante difícil obtener una media a partir de 18/20 en Francia. Sobresaliente (SB) o Matrícula de honor (MH) en su caso en España (9,0-10,0). Realización con solo errores menores. |
| 85        | 17       | 8.5      | 6.1     | 5.25    | 4.4     | A-     | Bastante bien. |
| 80        | 16       | 8        | 5.8     | 5       | 4.2     | B+     | A partir de este umbral se considera que el trabajo o examen es bueno. |
| 75        | 15       | 7.5      | 5.5     | 4.75    | 4       | B      | Sobre la media pero con algunos errores. |
| 70        | 14       | 7        | 5.2     | 4.5     | 3.8     | B-     | Notable (NT) en España. En Argentina, 7 es la mínima aprobatoria y además es (S) (Satisfactorio) en los primeros años de primaria. En algunas de las principales universidades de México, esta es la calificación mínima aprobatoria                                                                     |
| 65        | 13       | 6.5      | 4.9     | 4.25    | 3.6     | C+     | En muchos países, a partir de aquí se comienza llamar al trabajo "R" o "Regular". |
| 60        | 12       | 6        | 4.6     | 4       | 3.4     | C      | Corresponde a un trabajo o examen normal. Satisfactorio (ST) en Educación Primaria y Educación Secundaria Obligatoria en España (6.0-6.9). Algunas escuelas fijan el umbral de aprobado aquí, por ejemplo en la provincia de Quebec, En México, esta es la calificación mínima aprobatoria               |
| 55        | 11       | 5.5      | 4.3     | 3.75    | 3.2     | C-     | En muchos países, el umbral de aprobado se ubica aquí. |
| 50        | 10       | 5        | 4       | 3.5     | 3       | D+     | Un trabajo aceptable. Aprobado (AP) en las universidades españolas (5.0 - 6.9). Suficiente (SU) en Educación Primaria y Educación Secundaria Obligatoria en España (5.0-5.9). El umbral de aprobado está situado en general en este nivel; en Chile y Venezuela es la calificación mínima de aprobación. |
| 45        | 9        | 4.5      | 3.6     | 3.25    | 2.8     | D      | Malo, pero con carencias significativas. |
| 40        | 8        | 4        | 3.3     | 3       | 2.6     | D-     | Corresponde a un trabajo más bien malo. |
| 35        | 7        | 3.5      | 2.9     | 2.75    | 2.4     | E+     | |
| 30        | 6        | 3        | 2.5     | 2.5     | 2.2     | E      | La realización alcanza el criterio mínimo. |
| 25        | 5        | 2.5      | 2.1     | 2.25    | 2       | E-     | |
| 20        | 4        | 2        | 2.3     | 2       | 1.8     | F+     | |
| 15        | 3        | 1.5      | 1.9     | 1.75    | 1.6     | F      | |
| 10        | 2        | 1        | 1.6     | 1.5     | 1.4     | F      | Es necesario mucho más trabajo. |
| 5         | 1        | 0.5      | 1.3     | 1.25    | 1.2     | F-     | |
| 0         | 0        | 0        | 1       | 1       | 1       | F--    | Muy Pobre , No tiene conocimiento alguno sobre el tema |